# Love and the City
Pour plus de détails, voir Fiche technique et Distribution.
Love and the City ou La Belle de Wall Street au Québec (The Beauty & The Briefcase) est un téléfilm de comédie romantique américaine réalisée par Gil Junger, basé sur le livre Diary of a Working Girl écrit par Daniella Brodsky et diffusé le 18 avril 2010 sur ABC Family.
En France, le téléfilm a été diffusé le 21 octobre 2010 sur M6 puis rediffusé le 13 février 2012, le 10 février 2015 et le 15 janvier 2018.

## Synopsis
Une journaliste de mode prend un boulot dans une compagnie financière, afin d'écrire un article sur l'amour chez les hommes en costumes.

## Production
Ce film est basé sur le livre Diary Of a Working Girl de Daniella Brodsky, et a été adapté pour la télévision par Mike Horowitz. Ce film a été confirmé par Hilary Duff elle-même à la station de radio Colombienne pendant qu'elle était au gala de charité pour Blessings in a Backpack en Amérique du Sud. En plus de jouer dans le film, Hilary Duff est également productrice avec Frank von Zerneck, Robert Sertner, Ira Pincus et Jessica Horowitz.

## Fiche technique
- Titre original : Beauty and the Briefcase
- Réalisation : Gil Junger
- Scénario : Mike Horowitz, d'après le roman de Daniella Brodsky
- Production : Hilary Duff, Frank von Zerneck, Robert Sertner, Ira Pincus et Jessica Horowitz
- Société de distribution : ABC Family
- Montage : Don Brochu (de)
- Costumes : Dana Embree
- Décors : Bradford Johnson
- Musique : Danny Lux
- Photo : Greg Gardiner
- Pays d'origine :  États-Unis
- Langue : Anglais
- Genre : comédie romantique
- Durée : 83 minutes
- Dates de sortie : 18 avril 2010 (États-Unis) et 21 octobre 2010 en France

## Distribution
- Hilary Duff (VF : Julie Turin) : Lane Daniels
- Jaime Pressly (VF : Valérie Nosrée) : Kate White
- Jennifer Coolidge (VF : Brigitte Virtudes) : Alicia McCollin
- Matt Dallas (VF : Damien Witecka) : Seth Cohen
- Chris Carmack (VF : Adrien Antoine) : Liam
- Michael McMillian (VF : Maël Davan-Soulas) : Tom Reinhart
- Amanda Walsh (VF : Olivia Luccioni) : Joanne
- Courtney J. Clark : Margo
- Patricia French (VF : Frédérique Cantrel) : Rédactrice en chef
- Conner Adamek : Waiter / Liam's friend
- Kyle Register : Casting Assistant
- Joshua Preston Dulaney : Studly Office Employee
- Cedric Burton : Stock Broker